# 赵逢龙
赵逢龙（1176年—1263年）。字应甫，庆元府鄞县(今浙江宁波市鄞州区)人，南宋政治人物，丞相叶梦鼎之师。

## 生平
自幼学习刻苦。成年后，以学问渊博闻名。宋宁宗嘉定十六年（1223年），登进士第。授太学博士，历任兴国、信州、衢州、衡州、袁州五州知州。先后提举广东、湖南、福建常平等地。
为官非常清廉，是个素食主义者。行事果断。如果百姓有因家贫交不起租，总是愿为代交。尤其注重经营地方荒年的政事，用丰收年的盈余粮食充入粮仓。官至宗正府少卿，兼任侍讲学士。
晚年居家讲学，桃李成蹊，是宋理宗时期闻名的儒师。

## 典故
- 有《赵逢龙拒修豪宅》的典故

## 延伸阅读
[在维基数据编辑]
 《宋史·卷424》，出自脱脱《宋史》